# Pandanus odoardii
Pandanus odoardii är en enhjärtbladig växtart som beskrevs av Ugolino Martelli. Pandanus odoardii ingår i släktet Pandanus och familjen Pandanaceae. Inga underarter finns listade.